# Premium Records
Premium Records was een Amerikaans platenlabel uit het begin van de jaren vijftig, dat zich richtte op blues, rhythm-and-blues en jazz.
Het label werd in mei 1950 in Chicago opgericht door de oprichter van Miracle Records, Lee Egalnick en A&R-manager Lew Simpkins. De eerste uitgaven waren schellakplaten van het kwartet van Lynn Hope (een hit met 'Tenderly'), de dixielandband van Miff Mole en blueszanger Memphis Slim. Er werd nieuw opgenomen muziek uitgebracht van onder meer Rhythm Willie, Sarah McLawler en Tab Smith, naast werk dat eerder op Miracle Records was uitgekomen (met name van gospelzanger Robert Anderson). Het label ging al snel ten onder aan tegenvallende platenverkopen. Het kon zijn artiesten ook niet meer in de studio opnemen en in juli 1951 viel het doek. Simpkins richtte die zomer met Leonard Allen het label United Records op, dat met het sublabel States Records artiesten van Miracle en Premium overnam. De meeste mastertapes van Premium kwamen uiteindelijk in handen van Chess Records, dat in de loop der jaren verschillende opnamen op plaat heeft (her)uitgebracht.